# 竹原市立吉名中学校
竹原市立吉名中学校（たけはらしりつ よしなちゅうがっこう）は、広島県竹原市にあった公立中学校。2016年9月1日に、竹原市立吉名小学校敷地内に移転した。2018年、義務教育学校である竹原市立吉名学園への移行により廃校となった。

## 交通アクセス
吉名集落の中心部に位置する。
- 西日本旅客鉄道（JR西日本）呉線吉名駅から東へ300m。
- 国道185号から広島県道208号吉名停車場線を南に入る。